# 川村博昭
川村 博昭（かわむら ひろあき、1952年7月11日 - ）は、福岡県嘉穂郡穂波町出身の元プロ野球選手。ポジションは外野手。

## 来歴・人物
飯塚商業高校では1969年、2年生の時に中堅手、八番打者として夏の甲子園に出場。1回戦で芦別工を降すが、2回戦で富山北部高のエース藤田賢治に抑えられ敗退。同年の秋季九州大会では準々決勝で筑紫中央高に延長12回敗退、翌春の選抜出場を逸する。高校同期には三塁手の執行重徳がいる。
卒業後は九州産業大学へ進学。九州地区大学野球選手権大会で1回優勝、1972年創立の福岡六大学野球リーグでは2回優勝、ベストナイン4回、敢闘賞2回。。
1974年ドラフト会議で太平洋クラブライオンズから6位指名を受け入団。1977年には強肩俊足を買われ、主に代走や守備固めとして61試合に出場。しかし1978年には出場機会がなくなり、同年限りで引退。

## 詳細情報

### 年度別打撃成績
| 年 度     | 球 団     | 試 合 | 打 席 | 打 数 | 得 点 | 安 打 | 二 塁 打 | 三 塁 打 | 本 塁 打 | 塁 打 | 打 点 | 盗 塁 | 盗 塁 死 | 犠 打 | 犠 飛 | 四 球 | 敬 遠 | 死 球 | 三 振 | 併 殺 打 | 打 率 | 出 塁 率 | 長 打 率 | O P S |
| --------- | --------- | ----- | ----- | ----- | ----- | ----- | -------- | -------- | -------- | ----- | ----- | ----- | -------- | ----- | ----- | ----- | ----- | ----- | ----- | -------- | ----- | -------- | -------- | ----- |
| 1977      | クラウン  | 61    | 8     | 6     | 8     | 0     | 0        | 0        | 0        | 0     | 0     | 1     | 1        | 0     | 0     | 1     | 0     | 1     | 1     | 0        | .000  | .250     | .000     | .250  |
| 通算：1年 | 通算：1年 | 61    | 8     | 6     | 8     | 0     | 0        | 0        | 0        | 0     | 0     | 1     | 1        | 0     | 0     | 1     | 0     | 1     | 1     | 0        | .000  | .250     | .000     | .250  |

### 記録
- 初出場：1977年5月10日、対阪急ブレーブス前期6回戦（西京極球場）、7回裏に竹之内雅史に代わり右翼手として出場
- 初盗塁：1977年9月8日、対ロッテオリオンズ後期12回戦（宮城球場）、9回表に二盗（投手：成重春生、捕手：土肥健二）

### 背番号
- 48 （1975年 - 1978年）